# Tolk (mätdon)
Tolk är namnet på ett mätdon som används inom verkstadsindustrin. För borrade eller stansade hål används håltolkar, ofta cylindriska så kallade slättolkar av max- och minstorlek, de kallas även stopp-gå tolk. Den ena änden är större än önskat max mått och ska inte gå in, det är stopp-sidan, den andra änden är mindre än största önskat mått men större än minsta. Den ska passa i hålet, gå-sidan. Vid mätning av en axels utvändiga diameter används oftast en så kallad haktolk, men för att undvika att en liktjocking accepteras, kan man komplettera med en ringtolk.
Gängtolkar och gängringar används för att mäta en invändiga gängors medeldiameter, avlägsna grova spån i arbetsstycken och exempelvis förhindra brott på gängan i förtid. Tre variabler bestämmer mått på en gänga. Diameter, stigning och gängvinkel.
Specialtolkar för varierande bruk förekommer.

## Galleri

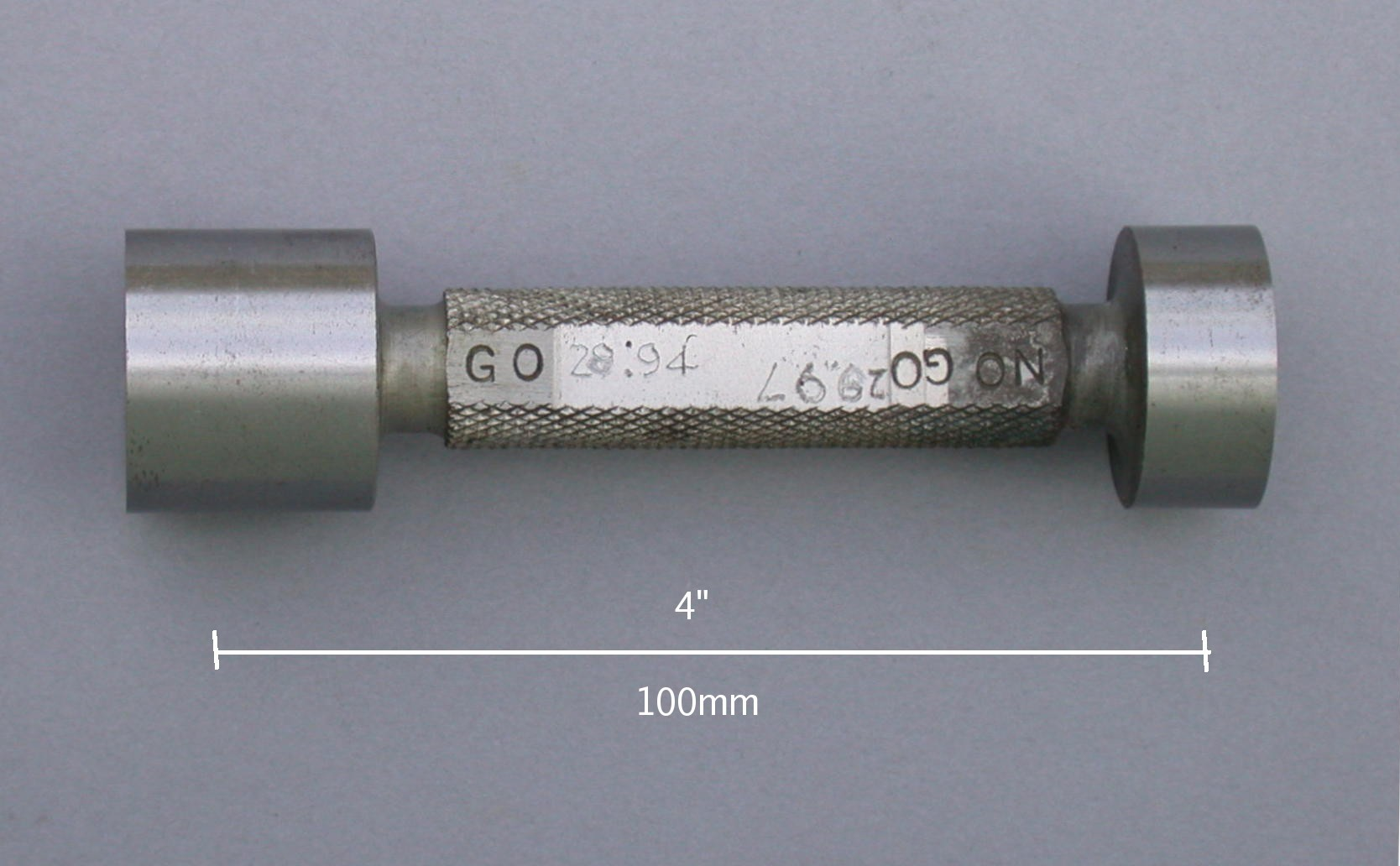
Stopp-gå-tolk för ett hål som ska vara större än Ø29,94 mm men mindre än Ø29,97 mm. Den vänstra sidan ska passera genom hålet men inte den högra.
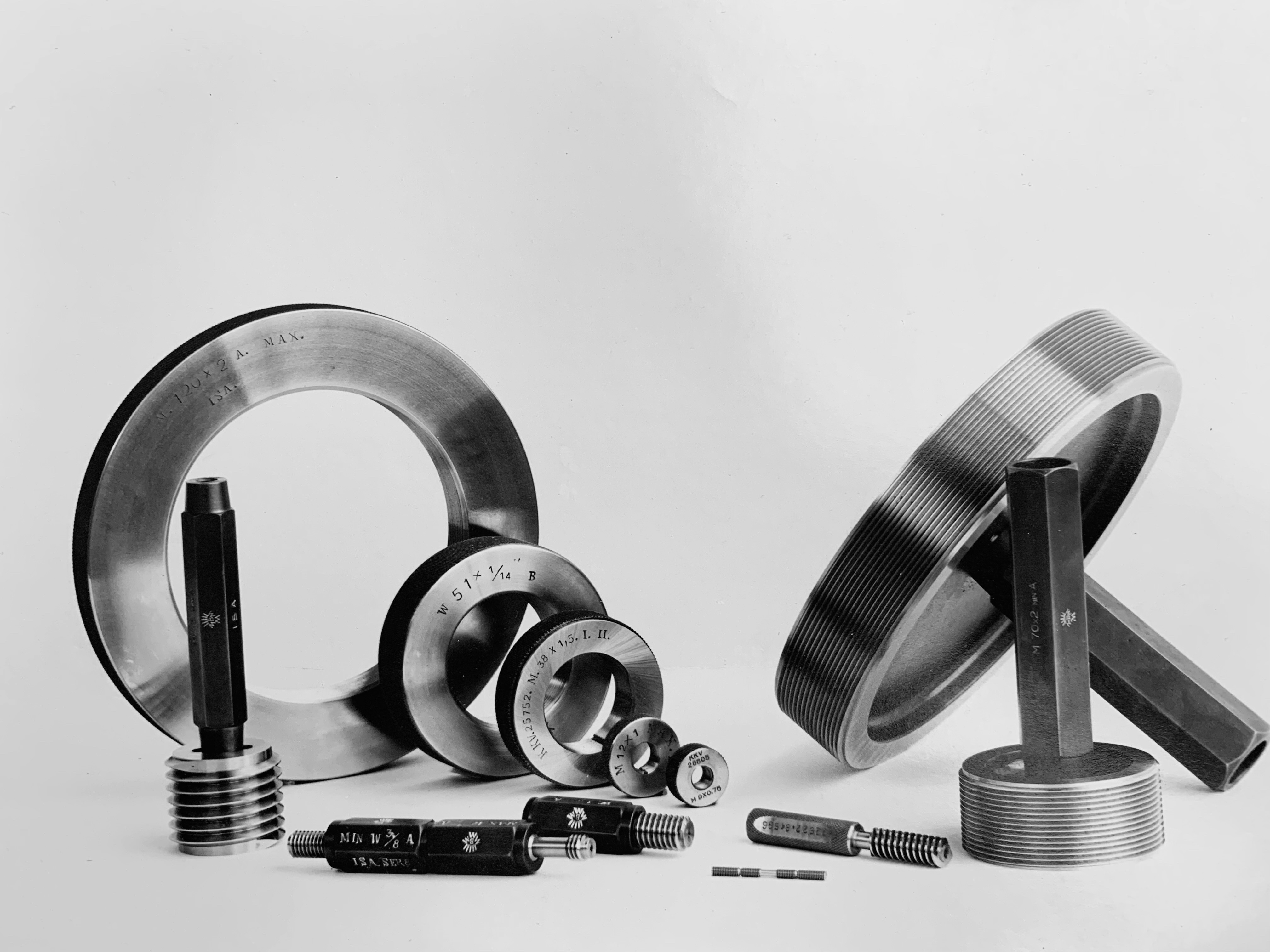
Gängtolkar och gängringar för metriska gängor i stora dimensioner och brittiska Whitworthgängor med tummått. engelska: ISA är en amerikansk standard.